# Dzahrom
Dzahrom (persky جهرم‎) je město v provincii Fárs v Íránu. Žije zde přibližně 142 tisíc obyvatel.